# Wuxi Classic
Wuxi Classic (dawniej Jiangsu Classic) – rankingowy turniej snookerowy.

## Historia
Powstanie tego turnieju związane jest z szybkim i prężnym rozwojem snookera na terenie Chin oraz pojawieniem się coraz większej liczby zawodników chińskich na arenie międzynarodowej.
Rozgrywany jest on od 2008 roku w stolicy chińskiej prowincji Jiangsu, Wuxi na początku sezonu snookerowego, czyli w czerwcu. Jest to trzeci turniej zaliczany do Main Touru rozgrywany na terenie Chin (obok Shanghai Masters i China Open).
Miejscem rozgrywania tego turnieju jest Wuxi Sports Center, w miejscowości Wuxi.
W latach 2008–2011 był to turniej nierankingowy, skupiający jedynie 12 zawodników, natomiast od 2012 roku (sezon 2012/2013) stał się on turniejem rankingowym, otwartym dla wszystkich profesjonalistów.

## Zwycięzcy
| Rok                             | Zwycięzca                       | Przegrany                       | Wynik finału                    | Sezon                           |                                 |
| Jiangsu Classic (nierankingowy) | Jiangsu Classic (nierankingowy) | Jiangsu Classic (nierankingowy) | Jiangsu Classic (nierankingowy) | Jiangsu Classic (nierankingowy) | Jiangsu Classic (nierankingowy) |
| ------------------------------- | ------------------------------- | ------------------------------- | ------------------------------- | ------------------------------- | ------------------------------- |
| 2008                            | Ding Junhui                     | Mark Selby                      | 6−5                             | 2008/09                         |                                 |
| 2009                            | Mark Allen                      | Ding Junhui                     | 6−0                             | 2009/10                         |                                 |
| Wuxi Classic (nierankingowy)    |                                 |                                 |                                 |                                 |                                 |
| 2010                            | Shaun Murphy                    | Ding Junhui                     | 9−8                             | 2010/11                         |                                 |
| 2011                            | Mark Selby                      | Ali Carter                      | 9−7                             | 2011/12                         |                                 |
| Wuxi Classic (rankingowy)       |                                 |                                 |                                 |                                 |                                 |
| 2012                            | Ricky Walden                    | Stuart Bingham                  | 10−4                            | 2012/13                         |                                 |
| 2013                            | Neil Robertson                  | John Higgins                    | 10−7                            | 2013/14                         |                                 |
| 2014                            | Neil Robertson                  | Joe Perry                       | 10−9                            | 2014/15                         |                                 |